# 産交バス牛深営業所
産交バス牛深営業所（さんこうバスうしぶかえいぎょうしょ）はかつて存在した九州産交バスの子会社である産交バスの営業所の一つ。かつては、1991年に本体である九州産業交通から地域ごとに分社化され、天草産交管内の営業所という位置付けがなされていたが、2005年4月に子会社再統合によって産交バスの営業所として位置付けられていた。
2022年10月1日の組織改編によって天草営業所に統合され廃止。廃止後におけるこれまでの当営業所は天草営業所の「出張所」という位置付けとなり、これまでの営業所窓口は「牛深バスセンター」として、車庫は「産交バス天草営業所牛深車庫」としてそれぞれ存続し、車両と乗務員ならびに窓口係員は引き続き駐在している。
他に天草市河浦町一町田(旧河浦高校付近)に河浦車庫がある。

## 担当路線
主に天草下島地域である天草市牛深地区（旧牛深市）ならびに河浦地区（旧河浦町）を起点に、本渡地区（旧本渡市）・高浜地区（旧天草町）とを結ぶ一般路線バスを担当していた。
かつては天草営業所との共管で本渡地区とを結ぶ快速バス「うしお号」の運行もおこなっていた（2012年9月30日を以って廃止）。

### 現在も運行しているかつての担当路線
牛深市民病院・牛深産交発着
- 本渡線：牛深市民病院－牛深港－久玉－一町田－新合－宮地岳－本渡バスセンター（天草営業所との共管）
- 早浦橋線：牛深産交－牛深港－牛深市民病院－茂串－魚貫－早浦橋
- 下平線：牛深市民病院－牛深港－牛深産交－久玉－牛深高校前－山の浦－浦河内－深海－下平

河浦車庫（旧河浦高校前）発着
- 下平線：河浦車庫―河浦病院－上平－下平
- 下田温泉線：河浦車庫－一町田中央－河浦病院－崎津－軍ヶ浦－大江－高浜上河内－白鶴浜－妙見ヶ浦－鬼海ヶ浦－下田温泉

### 廃止された路線
- 本渡線（牛深港 - 久玉 - 深海 - 上平 - 宮野河内中央 - 中田港 - 小宮地 - 楠浦 - 浜田 - 天草工業高校前 - 本渡バスセンター - 中央新町 - 本渡バスセンター）→平成21年10月1日のダイヤ改正により上平までの運行(牛深 - 上平線ならびに上平 - 本渡線として系統分割)となり消滅。
- 快速うしお号（牛深港 - 久玉 - 一町田 - 新合 - 宮地岳 - 本渡バスセンター）→平成24年10月1日のダイヤ改正により快速運転を終了し、起終点を牛深市民病院まで延伸した上で普通便（各停）へ種別変更。
- 本渡線（牛深港 - 牛深市民病院 - 魚貫 - 一町田 - 新合 - 本渡バスセンター）→平成24年10月1日のダイヤ改正により上記の快速便と統廃合と同時に魚貫系統は早浦橋までの運行（牛深産交・牛深港 - 早浦橋線）となり消滅。
- 上平経由河浦高校線（牛深市民病院－牛深港－牛深産交－久玉－深海－上平－宮野河内中央－河浦病院－一本松－一町田中央－河浦高校前）→平成27年10月1日のダイヤ改正により下平発着に短縮され消滅。
- 上平線（牛深市民病院－牛深港－牛深産交－久玉－牛深高校前－山の浦－浦河内－深海－下平－上平）→平成27年10月1日のダイヤ改正により下平までの運行に短縮。
- 茂串・魚貫経由河浦高校線（牛深産交－牛深港－牛深市民病院－茂串－魚貫－早浦橋－久留－白木河内－河浦病院－一町田中央－河浦高校前）→平成27年10月1日のダイヤ改正により廃止。
- 久玉経由河浦高校線（牛深市民病院－牛深港－牛深産交－久玉－うしぶか温泉前－早浦橋－久留－白木河内－河浦病院－一町田中央－河浦高校前）→平成27年10月1日のダイヤ改正により廃止。
- 春光苑（高浜）線（河浦高校前－一町田中央－河浦病院－崎津－軍ヶ浦－大江－高浜上河内－老人ホーム春光苑）→平成27年10月1日のダイヤ改正により廃止。

## 車両
- 基本的に国産4メーカーを取り揃えていた。かつてはいすゞ・ジャーニーKを中心とした中型車両が多かったが、2000年代半ば以降は日野・リエッセといすゞ・エルガミオの短尺車といった小型車に置き換えられ、のちに路線数削減とも相まって、2023年現在は小型車両のみの配置となっている。

## 牛深産交停留所
この項目ではバスターミナルしての「牛深産交」発着便を表記。なお一部を除き路線名を省略。本渡バスセンターは「本渡BC」、イオン天草ショッピングセンターは「イオン天草SC」と省略。
| 系統                     | 行先                                                           | 備考         |
| 本渡市街方面             | 本渡市街方面                                                   | 本渡市街方面 |
| ------------------------ | -------------------------------------------------------------- | ------------ |
| 40                       | 本渡バスセンター（一町田中央・新合・宮地岳・イオン天草SC経由） |              |
| 55                       | 下平（山の浦・深海経由）                                       |              |
| 牛深港・牛深市民病院方面 |                                                                |              |
| 41 54                    | 牛深市民病院（牛深港経由）                                     |              |
| 53                       | 早浦橋（牛深港経由・牛深市民病院・魚貫経由）                   |              |